# Pero pumaria
Pero pumaria är en fjärilsart som beskrevs av Felder och Alois Friedrich Rogenhofer 1875. Pero pumaria ingår i släktet Pero och familjen mätare. Inga underarter finns listade i Catalogue of Life.